# Puerto El Triunfo
Puerto El Triunfo ist ein Hafen an der Bahía de Jiquilisco und ein Municipio im Departamento Usulután im Westen des mittelamerikanischen Staates El Salvador.
Es liegt 110 km von San Salvador entfernt.
Das Municipio verfügt über 60 % des Bosque salado von El Salvador sowie 19.074 Einwohner.

## Geschichte
Nachdem sich die Regierung Rafael Antonio Gutiérrez am 21. Juni 1894 an die Macht geputscht hatte, wurde am 6. Oktober 1894 eine Konzession zum Errichten und Betreiben eines Hafens für 25 Jahre in der Bahía de Jiquilisco vergeben.
Es bewarben sich zwei Arbeitsgemeinschaften: Simon Sol, Luis Lopez und Lorenzo Campos sowie
Henry H. Burrell, George F. Thompson, Gustavo Lozano und Emeterio S. Ruano. Die von Burrell geführte Arbeitsgemeinschaft erhielt den Zuschlag. Die Konzessionsgebühr waren 1200 USD jährlich. Baumaterial für den Hafen konnte zoll- und abgabenfrei eingeführt werden, Bauarbeiter im Hafen wurden nicht zur Armee rekrutiert und die Telegrafenanlagen des Staates El Salvador konnten unentgeltlich genutzt werden.
Henry H. Burrell wurde Vorsitzender der El Triunfo Company Limited, einer Aktiengesellschaft nach kalifornischem Recht:
| Aktien/1000 | Investor                        | Klageanteil USD. |
| ----------- | ------------------------------- | ---------------- |
| 5           | The Salvador Commercial Company | 494.339,53       |
| 10          | Henry H. Burrell                | 4.119,98         |
| 3           | J. H. Ellis                     | 2.471,97         |
| 15          | George F. Thompson              | 12.359,54        |

Im April 1895 legte der erste Dampfer mit einer Ladung von 9000 Säcken Kaffee aus Santiago de María von Puerto El Triunfo ab.
Einige Aktionäre beklagten in einem Brief an den geschäftsführenden Vorstand der El Triunfo Company Limited, dass Dampfschifffahrtsgesellschaften sich weigerten, in Puerto El Triunfo Ladung aufzunehmen. Dieses Problem wurde von einer Tageszeitung in San Salvador mit der Schlagzeile, „Das erste Telegramm aus El Triunfo“, veröffentlicht und berichtet, „heute lief El Costa Rica auf Grund. Innerhalb der Hoheitsgewässer ist die Küste unangenehm, und die Kapitäne empfehlen, das Umfeld des Dampferhafens mit Bojen zu markieren“, im Moment sei der Hafen zweifelhaft.
Im selben Monat wurde veröffentlicht, dass das Pacific Mail Steamship sich geweigert habe, den Hafen anzulaufen und in internationalen Gewässern blieb.
Ein Brief eines Unternehmerverbandes von San Miguel wurde veröffentlicht, welcher behauptete, dass die mächtigen Dampfschifffahrtsgesellschaften durchsetzen, dass die Dampfer in bestimmten Häfen keine Fracht lüden und argumentierte, dass die großen Sandbänke in der Bahía de Jiquilisco die Ursache dafür seien, dass das Pacific Mail steamship den Hafen nicht angelaufen hat.
Die El Triunfo Company Limited bot den Dampfer El Celia als Schlepper an, welcher nach Angaben der El Triunfo Company Limited 22.000 Pesos gekostet habe.
Es bestanden Zweifel, ob El Celina Dampfer schleppen könnte, welche viermal größer waren als sie selbst. Es wurde darüber berichtet, dass El Celia beim Einlaufen in den Hafen selbst häufig in ernsten Problemen gesehen worden sei.
Auch wurde darüber berichtet, dass ein geeignetes Zollhaus fehlt, was die Einfuhr von Schmuggelware begünstigt habe. Die El Triunfo Company Limited hatte umfangreiche Investitionen getätigt, aber der Warenverkehr im Hafen erreichte nicht die Erwartungen, mit welchen die Aktien auch an Bürger aus San Miguel verkauft worden waren.
Kaffeetaleros von Santiago De Maria ließen in derselben Zeitung eine Gegendarstellung abdrucken, in welcher sie darauf hinwiesen, dass sie in El Triunfo ohne Verzögerung und ohne Gebühr Güter gelöscht und geladen wurden, dass zu den Anteilseignern honorige Bürger aus Usulutan, San Miguel, San Vicente, Cabañas und San Salvador gehörten und dass, auch wenn die Investoren Zweifel an der Rentabilität hätten, der Hafenbetrieb im Puerto El Triunfo fortgesetzt würde.
Im Dezember 1896 wurde die Hafenmündung vom Hydrographic Office of the United States  aufgenommen und eine offizielle Karte erstellt, wofür Kosten von 100.000 USD veranschlagt wurden.
Am 10. Juni 1898 wurde ein neuer Vorstand der El Triunfo Company Limited gewählt, zu welchem neben Burrell und Ellis auch Simon Sol angehörte, welcher vorher als Wettbewerber um die Hafenkonzession aufgetreten war.
Der Vorstand trat am 10. Juni 1898 nach der Hauptversammlung zusammen und wählte Burrell als Vorsitzenden, Simon Sol als seinen Vertreter und Ellis als Kassierer.
Bei der folgenden Hauptversammlung am 31. Juli 1898 trat einer der Direktoren aus El Salvador zurück und wurde durch die Wahl von Luis Lopez, welcher ebenfalls schon als Wettbewerber für die Hafenkonzession aufgetreten war, ersetzt. Bei einer Sitzung des Vorstandes am selben Tag wurde Luis Lopez zum Sekretär der AG gewählt.
Im September 1898 war Burrell in San Salvador, als Simon Sol zu einem Vorstandstreffen in sein Haus in Santiago de Maria einlud und ihn unabgesprochen vertrat. Zum Treffen kamen Lopez und Cochella, und es wurde beschlossen, Burrell als Vorsitzenden durch Lopez und Ellis als Kassier durch Cochella abzulösen.
Am 14. Oktober 1898 waren Burrell und Ellis zufällig auf einer Vorstandssitzung, auf welcher das Stellen des Konkursantrages von El Triunfo Company Limited beim 1. Bezirksgericht von Santiago De Maria beschlossen wurde. Der Antrag wurde am 19. Oktober 1898 gestellt und Herr Meardi zum Konkursverwalter bestellt.
Am 13. Februar 1899 erschien eine Anzeige im Staatsanzeiger von El Salvador, welche eine Hauptversammlung der El Triunfo Company Limited am 28. Februar 1899 einberief.
Am 14. Februar 1899 warf die Regierung von El Salvador unter Tomás Regalado der El Triunfo Company Limited Vertragsbruch vor und ließ den Hafen von Puerto El Triunfo per Dekret schließen.
Den US-Anteilseignern gelang es, dass die US-Regierung unter William McKinley sich die Interessen der Asunto Burrell zu eigen machte und auf diplomatischen Weg ihre Forderungen an die Regierung von El Salvador stellte.
Die Regierung der USA und von El Salvador einigten sich auf drei Schlichter:
Samuel Henry Strong, Jacob McGavock Dickinson und den Parlamentsabgeordnete José Rosa Pacas, aus Santa Ana (El Salvador) in El Salvador.
Die beiden ersten legten am 8. Mai 1902 ihr Mehrheitsurteil vor, es erkannte folgende Entschädigungsforderungen an:
| Aktien/1000 | gesamt Wert USD | Klageanteil USD. | Bezeichnung.                                                                                         |
| ----------- | --------------- | ---------------- | --- |
| 536         | 750.000,00      | 402.000,00       | Konzession und Franchising                                                                           |
| 536         | 28.956,87       | 15.522,56        | Dampfer El Celia                                                                                     |
| 536         | 45.000,00       | 24.120,00        | Immobilie in El Triunfo                                                                              |
|             |                 | 2.671,31         | Kosten der Klägerin um die US-Regierung zu einer Intervention zu bewegen.                            |
|             |                 | 18.864,77        | Kosten der Klägerin für die Verfolgung ihrer Rechtsansprüche exklusive Anwalts- und Beraterhonorare. |
|             |                 | 60.000,00        | Kosten der Klägerin für Rechtsanwalt und Beraterhonorare.                                            |

Die US-Regierung hatte auf Zahlung von 523.178,64 USD geklagt, die Mehrheitsrichter erkannten 523.188,64 USD an.

## Wirtschaft
Von der Fischindustrie in Puerto El Triunfo haben die PEZCA SA, die Mariscos de El Salvador und die Atarraya SA ihren Betrieb im Hafen eingestellt.

## Politik
2005 war José Emilio Flores Partido Demócrata Cristiano Bürgermeister.

## Inseln in der Bahía de Jiquilisco
- Corral De Mulas
- Espiritu Santo
- Madresal
- Peninsula San Juan Del Gozo